# Умерени прерии
Умерените прерии (на английски: Temperate Prairies) са физикогеографска област в централната част на Северна Америка, в североизточната част на Големите равнини.
Образуват извита на североизток дъга от канадската провинция Албърта на северозапад до щата Оклахома на юг, като заемат почти целия щат Айова и части от провинциите Манитоба и Саскачеван и щатите Северна Дакота, Южна Дакота, Минесота, Уисконсин, Небраска, Канзас и Мисури. На югозапад преминават в по-сухите Западноцентрални полупустинни прерии и Южноцентрални полупустинни прерии. На север граничат със Северните гори, а на изток – с Източните умерени гори. Естествената растителност е степна с отделни разпръснати дървета, но в наши дни по-голямата част от областта се използва като обработваеми земи и пасища.
Умерените прерии се разделят на четири подобласти:
- Централни пресечени равнини
- Северни ледникови равнини
- Западен Царевичен пояс
- Агасиска равнина